# Bosra (Edom)
Bosra (hebr. Boṣrāh), Bostra – miasto biblijne w północnym Edomie. Dzisiejsze El-Buṣēra leżące na płaskowyżu na wschód od doliny Araba, ok. 48 km na południe od Morza Martwego, na terytorium Jordanii. Obecnie w tym miejscu znajduje się jordańskie miasto Busajra, o populacji 10 587 (2015).

## W świadectwie biblijnym
Ojczyzna króla Jobaba, syna Zeracha, panującego „zanim Izraelici mieli króla” (Rdz 36,33, 1 Krn 1,44). Najpewniej też wspomniane przez Psalmistę „miasto warowne” (Ps 108,11). Nie tylko Księga Amosa mówi o „pałacach Bosry” (Am 1,12), lecz również ze wzmianek w Księdze Izajasza (Iz 34,6; 63,1) wnioskować można o szczególnym znaczeniu tego miejsca. Sądząc ze sformułowania zawartego w proroctwie Jeremiasza, mogło ono pełnić funkcję stolicy kraju Edomitów (Jr 49,13).

## Badania i znaleziska[4]
Prowadzonymi w latach 1971–1974 wykopaliskami kierował C.M. Bennett. Zajmujące powierzchnię 8 ha miasto usytuowane jest na ostrodze opadającej w kierunku północnym i otoczone murem kazamatowym wzniesionym najpewniej w epoce żelaza II (1000–587 p.n.e.); niewielkie przejście w nim umożliwiało dostęp do odległego o ok. 2 km źródła. Stwierdzono początek osadnictwa w tym miejscu w IX w. p.n.e. i jego ciągłość aż do końca panowania asyryjskiego w VII w. p.n.e.
Na akropolu miasta odkryto dwa chronologicznie kolejne pałace. Większa, starsza budowla (o wymiarach 77 x 38 m), którą odsłonięto tylko w części wschodniej, miała pomieszczenia skupione dokoła dwóch dziedzińców wewnętrznych. Z wejściem od wschodniego dziedzińca, część zachodnia stanowiła zapewne trakt mieszkalny. Pałac młodszy (48 x 36 m) odznaczał się regularnym rozkładem pomieszczeń wokół wewnętrznego dziedzińca, typowym dla budowli z czasów asyryjskich.
Miejscową ceramikę cechuje czerwona i czarna kolorystyka naczyń, a niektóre ich kształty świadczą o wpływach asyryjskich.